# Carel Eiting
Carel Eiting (Amsterdam, 11 februari 1998) is een Nederlands profvoetballer die bij voorkeur als middenvelder speelt. Hij staat onder contract bij Omonia Nicosia.

## Jeugd
Hij is zoon van een marketingadviseur (vader) en afdelingsleider in het onderwijs (moeder). Hij groeide op in de Beethovenstraat in de Stadionbuurt. Na de lagere school, konden zijn ouders kiezen uit diverse middelbare scholen. Het werd het vwo aan het Hervormd Lyceum Zuid, dat hij in zes jaar afrondde. De keus viel op die school omdat die school samenwerkte met Ajax. Hij was zowel in voetbal als leren fanatiek, aldus hijzelf. Hij zat er in dezelfde (voetbal)klas als Jelle de Lange.

## Clubcarrière

### Ajax
Hij begon op zijn achtste al met voetballen, AFC werd zijn club. In die opleiding zat hij in hetzelfde team als Justin Kluivert. Hij maakte in 2007 de overstap naar de jeugdacademie van Ajax, waar hij begon als E-pupil. Op 30 april 2015 tekende Eiting zijn eerste contract bij Ajax voor drie seizoenen.
Met ingang van het seizoen 2016/17 sloot Eiting aan bij de selectie van Jong Ajax. Op 12 augustus 2016 maakte Eiting zijn professionele debuut bij Jong Ajax in de Eerste divisie. Op die dag speelde Jong Ajax een uitwedstrijd tegen Almere City, die met 4-1 werd gewonnen. Op 26 oktober 2016 debuteerde hij in het eerste elftal van Ajax, tijdens een bekerduel tegen Kozakken Boys. Eiting speelde in deze wedstrijd als invaller voor Matthijs de Ligt. Eiting verlengde zijn contract op 9 augustus 2017 met vier jaar.
Tijdens seizoen 2017/18 bleef hij zijn meeste wedstrijden spelen in de Eerste divisie, maar mocht hij ook vier keer in de Eredivisie spelen. Zijn debuut in de Eredivisie maakte hij op 14 december 2017, in de thuiswedstrijd tegen Excelsior.
Tijdens de eerste maanden van seizoen 2018/19 kreeg hij veel speeltijd in de Eredivisie. In de thuiswedstrijd tegen AEK Athene op 19 september maakte hij zijn debuut in de UEFA Champions League. Vanaf oktober kreeg hij geen speeltijd meer. De tweede helft van het seizoen was hij uitgeschakeld door een knieblessure. Met Ajax won hij de dubbel en daarmee zijn eerste prijzen.
Tijdens het begin van seizoen 2019/20 speelde hij door de nasleep van zijn knieblessure niet voor het eerste elftal, maar voor Jong Ajax. In het midden van het seizoen was hij weer fit, en kreeg hij steeds meer speeltijd in het eerste elftal.
In het seizoen 2020/21 speelde Eiting op huurbasis voor Huddersfield Town in de Football League Championship. Bij deze club kreeg hij veel speeltijd, maar moest hij halverwege het seizoen (in januari) een operatie aan de knie ondergaan.

### KRC Genk
In de zomer van 2021 trok Eiting de deur van Ajax definitief achter zich dicht en tekende hij een vierjarig contract bij het Belgische KRC Genk. Hij debuteerde op 17 juli 2021 in de Belgische Supercup tegen Club Brugge, na 59 minuten mocht hij invallen voor Junya Ito. Een week later mocht Eiting na 87 minuten kort invallen in de eerste competitiewedstrijd van het seizoen op het veld van Standard Luik. Enkele minuten later gaf hij de pre-assist voor de belangrijke 1-1, waardoor Genk toch nog een punt mee naar huis nam.

### FC Volendam
Op 4 augustus 2022 werd bekend dat Eiting per direct transfervrij overstapte naar FC Volendam. Hij speelde in zijn eerste seizoen nagenoeg alles mee. In de winterstop werd hij benoemd tot aanvoerder van FC Volendam en nam hij de band over van verdediger Damon Mirani. Eiting was vooral belangrijk als aangever en mede dankzij zijn tien assists wist zijn ploeg handhaving in de Eredivisie dat seizoen te bewerkstelligen.

### FC Twente
Na een succesvol seizoen bij FC Volendam had FC Twente interesse om Eiting over te nemen. Omdat Eiting en FC Volendam geen overeenstemming konden bereiken over het vertrek en contractuele afspraken, waaronder de door FC Twente aan FC Volendam te betalen transfersom, volgden twee zaken bij de arbitragecommissie van de KNVB. Tijdens de laatste zaak bepaalde de commissie dat FC Volendam mee moest werken aan de transfer voor een transfersom van 1 miljoen euro. Hierop werd hij op 1 september 2023 door FC Twente gepresenteerd.
In de tweede helft van de jaargang 2024/25 speelde Eiting verhuurd voor Sparta Rotterdam.

## Clubstatistieken

### Beloften
| Seizoen | Club      | Land               | Competitie     | Competitie | Competitie |
| Seizoen | Club      | Land               | Competitie     | Wed.       | Dlp.       |
| ------- | --------- | ------------------ | -------------- | ---------- | ---------- |
| 2016/17 | Jong Ajax | Vlag van Nederland | Eerste divisie | 28         | 3          |
| 2017/18 | Jong Ajax | Vlag van Nederland | Eerste divisie | 18         | 4          |
| 2018/19 | Jong Ajax | Vlag van Nederland | Eerste divisie | 3          | 0          |
| 2019/20 | Jong Ajax | Vlag van Nederland | Eerste divisie | 12         | 1          |
| Totaal  | Totaal    | Totaal             | Totaal         | 61         | 8          |

Bijgewerkt t/m 23 september 2020.

### Senioren
| Seizoen         | Club               | Competitie      | Competitie | Competitie | Beker | Beker | Overig | Overig | Totaal | Totaal |
| Seizoen         | Club               | Competitie      | Wed.       | Dlp.       | Wed.  | Dlp.  | Wed.   | Dlp.   | Wed.   | Dlp.   |
| --------------- | ------------------ | --------------- | ---------- | ---------- | ----- | ----- | ------ | ------ | ------ | ------ |
| 2016/17         | Ajax               | Eredivisie      | 0          | 0          | 1     | 0     | 0      | 0      | 1      | 0      |
| 2017/18         | Ajax               | Eredivisie      | 4          | 0          | 2     | 0     | 0      | 0      | 6      | 0      |
| 2018/19         | Ajax               | Eredivisie      | 7          | 0          | 2     | 0     | 5      | 0      | 14     | 0      |
| 2019/20         | Ajax               | Eredivisie      | 6          | 0          | 3     | 0     | 1      | 0      | 10     | 0      |
| 2020/21         | → Huddersfield     | Championship    | 23         | 3          | 0     | 0     | —      | —      | 23     | 3      |
| 2021/22         | KRC Genk           | Eerste Klasse   | 12         | 0          | 2     | 0     | 6      | 0      | 20     | 0      |
| 2021/22         | Huddersfield Town  | Championship    | 5          | 0          | 2     | 0     | 0      | 0      | 7      | 0      |
| 2022/23         | FC Volendam        | Eredivisie      | 34         | 3          | 1     | 0     | 0      | 0      | 35     | 3      |
| 2023/24         | FC Twente          | Eredivisie      | 23         | 0          | 1     | 0     | 0      | 0      | 24     | 0      |
| 2024/25         | FC Twente          | Eredivisie      | 16         | 2          | 2     | 0     | 3      | 0      | 21     | 2      |
| 2024/25         | → Sparta Rotterdam | Eredivisie      | 12         | 1          | 0     | 0     | 0      | 0      | 12     | 1      |
| 2025/26         | Omonia Nicosia     | A Divizion      | 0          | 0          | 0     | 0     | 2      | 0      | 2      | 0      |
| Carrière totaal | Carrière totaal    | Carrière totaal | 142        | 9          | 16    | 0     | 17     | 0      | 175    | 9      |

Bijgewerkt t/m 16 augustus 2025.

## Erelijst
Als speler
| Competitie           | Aantal    | Jaren     |           |           |
| Jong Ajax            | Jong Ajax | Jong Ajax | Jong Ajax | Jong Ajax |
| -------------------- | --------- | --------- | --------- | --------- |
| Eerste divisie       | 1x        | 2017/18   |           |           |
| Ajax                 |           |           |           |           |
| Eredivisie           | 1x        | 2018/19   |           |           |
| KNVB beker           | 1x        | 2018/19   |           |           |
| Johan Cruijff Schaal | 1x        | 2019      |           |           |